# Oecia oecophila
Oecia oecophila är en fjärilsart som beskrevs av Otto Staudinger 1876. Oecia oecophila ingår i släktet Oecia och familjen Lecithoceridae. Inga underarter finns listade i Catalogue of Life.